# Zugelassene Agenturen für Hilfslieferungen nach Asien
Die Licensed Agencies for Relief in Asia, LARA waren eine nichtstaatliche Organisation die während des Zweiten Weltkriegs für Hilfslieferungen nach Asien sorgte. Die LARA wurde im April 1946 von elf freiwilligen Hilfsorganisationen gegründet, es war das asiatische Äquivalent zu CRALOG in Europa.
Der Zweck der LARA war es die Hilfslieferungen über die Zugelassenen Agenturen für Hilfslieferungen nach Asien, in der Besatzungszeit Japans zu koordinieren und einen Kontaktpunkt zu den militärischen Behörden SCAP zu setzen. Die LARA half dabei, sich mit Mitgliedsorganisationen wie z. B. der katholischen Kirche, auf einer Eins-zu-eins-Ebene zu verhandeln.
Von 1946 bis 1952 wurden mehr als 10 Millionen Tonnen Lebensmitteln und Kleidung durch die LARA nach Japan gesendet.
LARA war zunächst die einzige nichtstaatliche Hilfsorganisation, die in Japan operieren durfte, obwohl ab Ende 1947 auch CARE-Pakete (Rationen der US-Armee) von CARE verteilt wurden. Im Jahr 1949 begann die UNICEF mit der Verteilung von Milch an japanische Schulkinder. Die Kosten dafür wurden der japanischen Regierung in Rechnung gestellt.
Zu den Mitgliedsorganisationen der LARA gehörten unter anderem:
- American Friends Service Committee
- Catholic Relief Services
- Church of the Brethren
- Church World Service
- Lutheran World Federation
- Mennonite Central Committee

Ungefähr 20 % der Hilfe wurde von emigrierten japanischen Staatsangehörigen gespendet.